# TV Conquista
TV Conquista é uma emissora de televisão brasileira sediada em Lucas do Rio Verde, cidade do estado de Mato Grosso. Opera nos canais 5 VHF analógico e 38 UHF digital, e é afiliada à Record.

## História
A emissora foi fundada em 10 de junho de 2006 pelo empresário gaúcho Jorge Zortéa como TV Luverdense, e tinha como afiliação a RedeTV!. Em 2009, a emissora passa a se chamar TV Conquista, ao mesmo tempo em que troca a RedeTV! pelo SBT.
Em 26 de junho de 2014, hackers invadiram os servidores da emissora e deletaram arquivos vitais do canal, como vinhetas, estúdios virtuais e projetos de edição. Os dirigentes consideraram o ataque como uma retaliação pelas pautas jornalísticas do canal, sendo que a emissora é vice-líder de audiência na região.
Em 1º de julho de 2016, após oito anos, a emissora deixa o SBT e torna-se afiliada à Rede Record, até então retransmitida pela TV Rio Verde.